# Rosalie Lamorlière
Rosalie Lamorlière, född 1768, död 1848, var en fransk memoarskrivare och tjänsteflicka. Hon arbetade som Marie-Antoinettes tjänare under dennas tid i fängelset Conciergerie, och är känd för sin skildring av Marie-Antoinettes sista tid i livet.

## Biografi
Rosalie Lamorlière var dotter till skomakaren François de Lamorlière (1738–1812) och började arbeta som tjänsteflicka efter sin mors död. Hon gifte sig aldrig, men hade en dotter med okänd far.
Lamorlière var anställd som tjänsteflicka i fängelset mellan 1792 och 1799. När Marie-Antoinette sattes i fängelse inför sin avrättning gavs Rosalie Lamorlière i uppgift att passa upp på henne. När hon 1824 blev oförmögen att arbeta av hälsoskäl fick hon en pension av Marie Antoinettes dotter.
Rosalie Lamorlière är berömd för sin beskrivning av Marie-Antoinettes tid i fängelset och under rättegången fram till avrättningen, en skildring som hon gav i en intervju för Lafont d'Aussonne på 1830-talet. 